# Jubilación en España

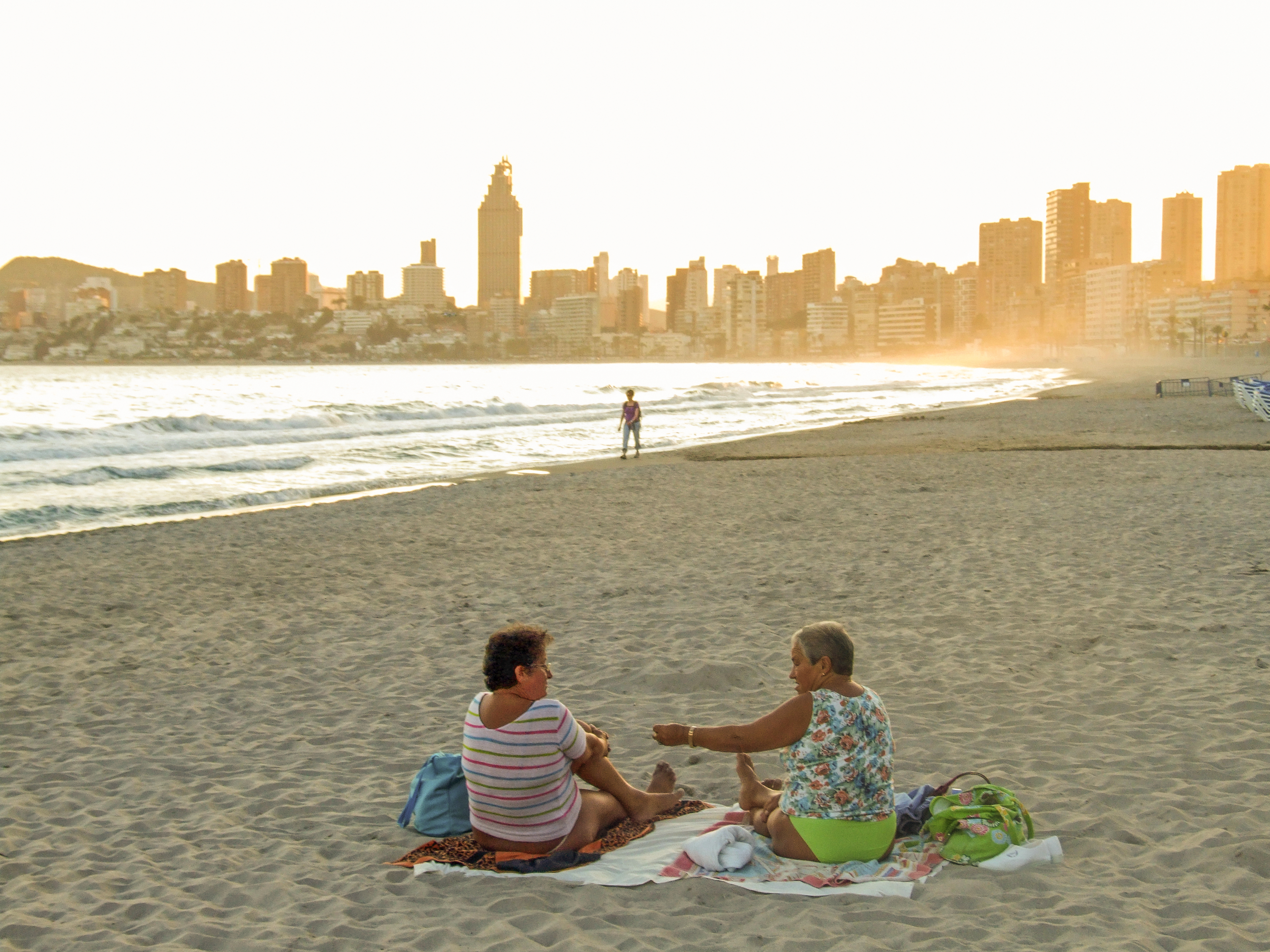
Mujeres jubiladas en la playa de Poniente de Benidorm, en la Comunidad Valenciana

Jubilación es el acto administrativo por el que un trabajador en activo, por cuenta propia o ajena, solicita a la Seguridad Social (España) su pase a una situación pasiva o de inactividad laboral, una vez alcanzada la edad legal para ello. También, se puede originar por enfermedad crónica grave o incapacidad. Después de su resolución favorable, el interesado obtiene una prestación económica vitalicia. Los funcionarios del Estado que accedieron a su puesto antes del 2011 están sometidos al régimen de Clases Pasivas, con características y requisitos diferentes.

## Requisitos
- Es necesario estar afiliado en la Seguridad Social en alguno de los regímenes que se contemplan (Régimen General, Régimen Especial del Mar y la Minería, Régimen Especial de Trabajadores Autónomos, etc.)

- La edad de acceso a la pensión de jubilación depende de la edad del interesado y de las cotizaciones acumuladas a lo largo de su vida laboral:[2]
  - 67 años como caso general
  - 65 años para periodos de cotización igual o superior a 38 años y 6 meses.

(Existe un régimen transitorio para la edad de jubilación que concluirá en 2027. En 2018, era necesario 65 y 6 meses, que se va incrementando cada año en dos meses hasta alcanzar los 67 años en 2027).
- Período de cotización genérico mínimo de 15 años, de los cuales 2 años deberán estar comprendidos dentro de los 15 años inmediatamente anteriores al momento de causar el derecho.[2]

## Jubilación anticipada

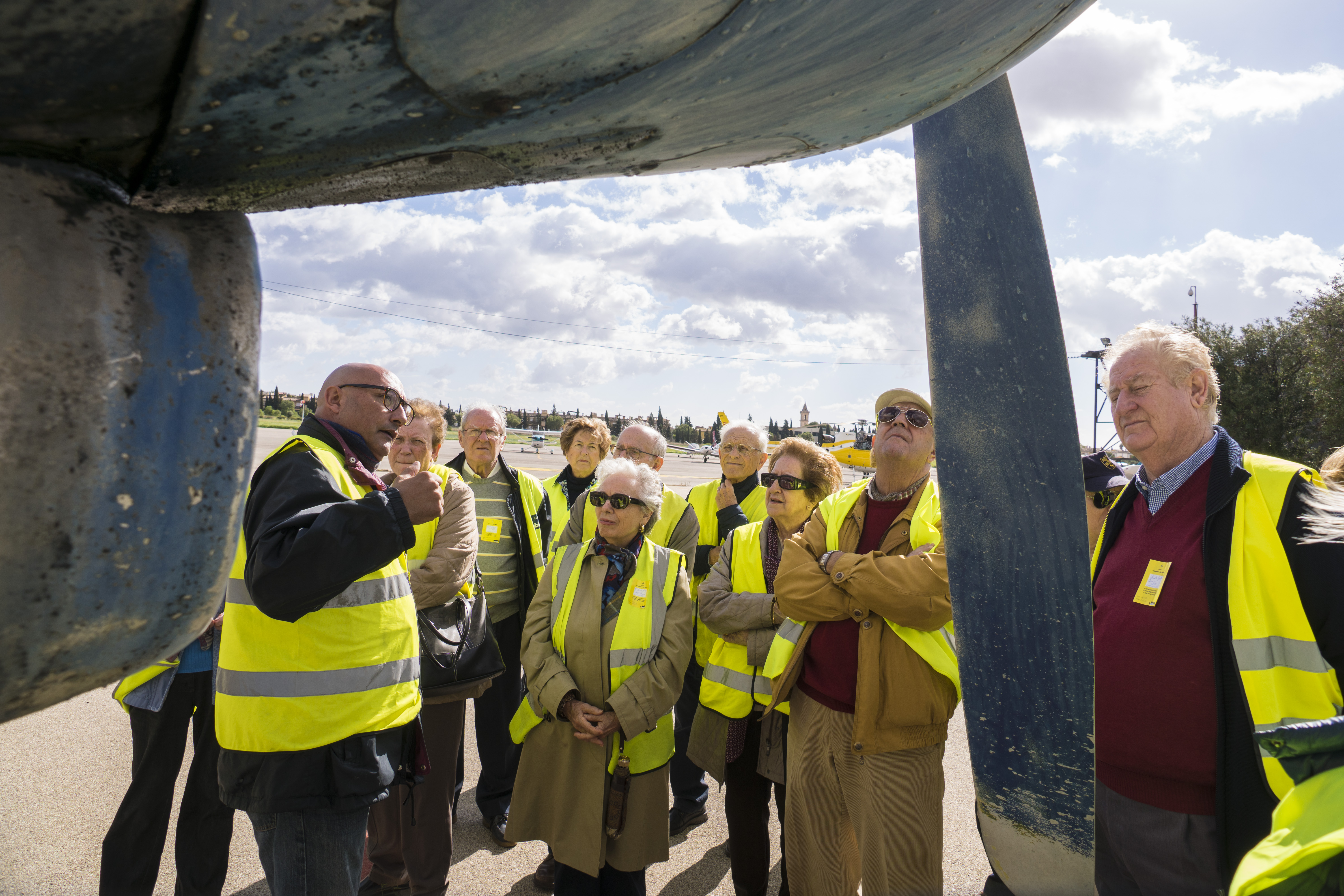
Grupo de profesores jubilados de visita al aeródromo de Son Bonet, en Mallorca, Baleares

La jubilación anticipada es el acto administrativo por el que un trabajador en activo, antes de llegar a la edad legal ordinaria de jubilación, solicita a la Seguridad Social finalizar su vida laboral.

### Proceso
La jubilación anticipada se produce cuando, de acuerdo con la normativa vigente, la jubilación se adelanta a la edad legalmente establecida. En esta modalidad, los períodos de adelanto, así como los requisitos a cumplir, están bien establecidos en la ley.
La jubilación anticipada de un trabajador puede ser voluntaria, cuando libremente decide acabar su relación laboral, o no voluntaria, cuando la solicita por una reestructuración empresarial que le impide seguir con su actividad. 
Los requisitos para solicitarla son:
|               | Edad                              | Período mínimo cotización |
| Voluntaria    | 2 años menos jubilación ordinaria | 35 años                   |
| No voluntaria | 4 años menos jubilación ordinaria | 33 años                   |

Además, existe la posibilidad de jubilación anticipada más temprana para algunos colectivos y actividades determinadas o por algunas incapacidades superiores al 45 % 
Para obtener la cuantía de la pensión, se aplican unos coeficientes reductores por cada trimestre que al trabajador le falte para llegar a la edad ordinaria de jubilación. La suma de estos porcentajes será la disminución a aplicar sobre la base reguladora para obtener la cuantía de la pensión.
Los coeficientes reductores tienen en cuenta los años cotizados y el tipo de jubilación anticipada que se tramita:
- Voluntaria, coeficientes reductores que van del 1,625 al 2 por 100 por trimestre
- No voluntaria, coeficientes reductores que van del 1,5 al 1,875 por 100 por trimestre

De esta manera, la jubilación anticipada siempre supone un recorte en la cuantía de la pensión pública a recibir, recorte que se mantiene a lo largo de toda la jubilación.
En 2021 la Comisión del Pacto de Toledo ha comenzado a estudiar un cambio en las condiciones de acceso a esta modalidad de jubilación.

## Jubilación parcial desde enero de 2011

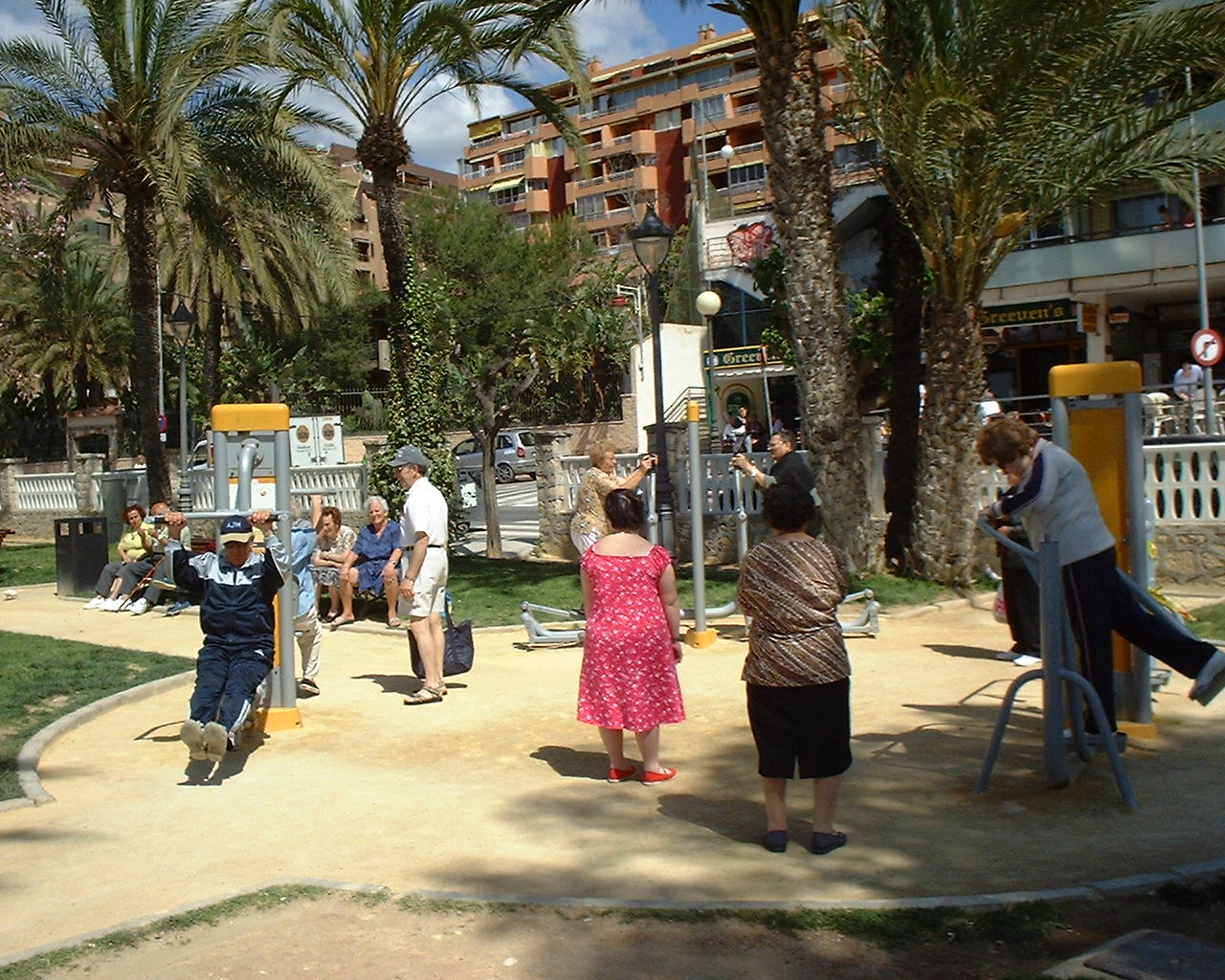
Jubilados en un parque de ejercicio para mayores en Benidorm

La jubilación parcial de los trabajadores se regula en el artículo 12 del Estatuto de los Trabajadores (según redacción dada por la Ley 12/2001 de 9 de julio de Medidas Urgentes de Reforma del Mercado de Trabajo), el artículo 166 de la Ley General de la Seguridad Social, en la Ley 40/2007, de 4 de diciembre de medidas en materia de Seguridad Social y en la disposición Transitoria segunda del Real Decreto–Ley 8/2010, de 20 de mayo, por el que se adoptan medidas extraordinarias para la reducción del déficit público. Esta última norma es muy importante, porque aunque se establecía un período transitorio para la aplicación de las condiciones para el acceso a la jubilación parcial, esta suprime la aplicación paulatina de la norma y establece las condiciones para su acceso hasta el 31 de diciembre de 2012.
Para poder acceder a la jubilación parcial, el trabajador (denominado trabajador jubilado parcialmente o trabajador relevado) pacta con el empleador una disminución de su jornada y de su salario del 75 % simultánea con un contrato de trabajo a tiempo parcial. Este  contrato que se hace con el jubilado parcial se extinguirá al producirse la jubilación total. A la vez la empresa  suscribe un contrato de relevo con un trabajador (el trabajador relevista). La jornada del trabajador relevista no tiene por qué coincidir con la que deja vacante el trabajador jubilado parcialmente. El contrato de relevo podrá formalizarse a jornada completa o a tiempo parcial, pero como mínimo igual a la jornada acordada por el trabajador sustituido. El puesto de trabajo del relevista podrá ser el mismo del trabajador sustituido o uno similar, entendiendo por tal el desempeño de tareas correspondientes al mismo grupo profesional o categoría equivalente En todo caso deberá existir una correspondencia entre las bases de cotización de ambos, de modo que la correspondiente al trabajador relevista no podrá ser inferior al 65 por ciento de la base por la que venía cotizando el trabajador que accede a la jubilación parcial.
Los requisitos para poder acceder a la jubilación parcial del trabajador desde el año 2011 son los siguientes: Tener 60 años y seis meses de edad si se es mutualista (haber cotizado antes del 1 de enero de 1967), y 61 años si no lo es. Acreditar un período de antigüedad de al menos 6 años inmediatamente anteriores a la fecha de la jubilación parcial. La jornada a  realizar será del 75 %  para el trabajador  relevista y el 25 % para el jubilado parcial. El trabajador que se jubila debe tener 30 años de cotización (existen algunas peculiaridades). El contrato de relevo que se establezcan como consecuencia de una jubilación parcial tendrá, como mínimo, una duración igual al tiempo que le falte al trabajador sustituir para alcanzar la edad de 65 años.
El contrato de trabajo del relevista tiene que tener una fecha de efectos iniciales que coincida con la de la pensión de jubilación parcial, y con la de inicio de la cotización  incluso aunque el alta sea posterior.

## Cambios en la jubilación de 2024
A finales del año 2024, el Gobierno aprobó el Real Decreto-ley 11/2024, de 23 de diciembre, convalidado por el Congreso de los Diputados el 22 de enero de 2025, que incentivaba retrasar la jubilación de los trabajadores mediante la regulación de tres modalidades de jubilación:
- Jubilación demorada: Esta modalidad permite trabajar más allá de la edad legal de jubilación a cambio de aumentar la cuentía de la pensión.
- Jubilación activa: Permite compaginar el trabajo con la jubilación.
- Jubilación parcial: Prevé la reducción de la jornada laboral mientras se disfruta de la jubilación.

## Cuantía de la pensión

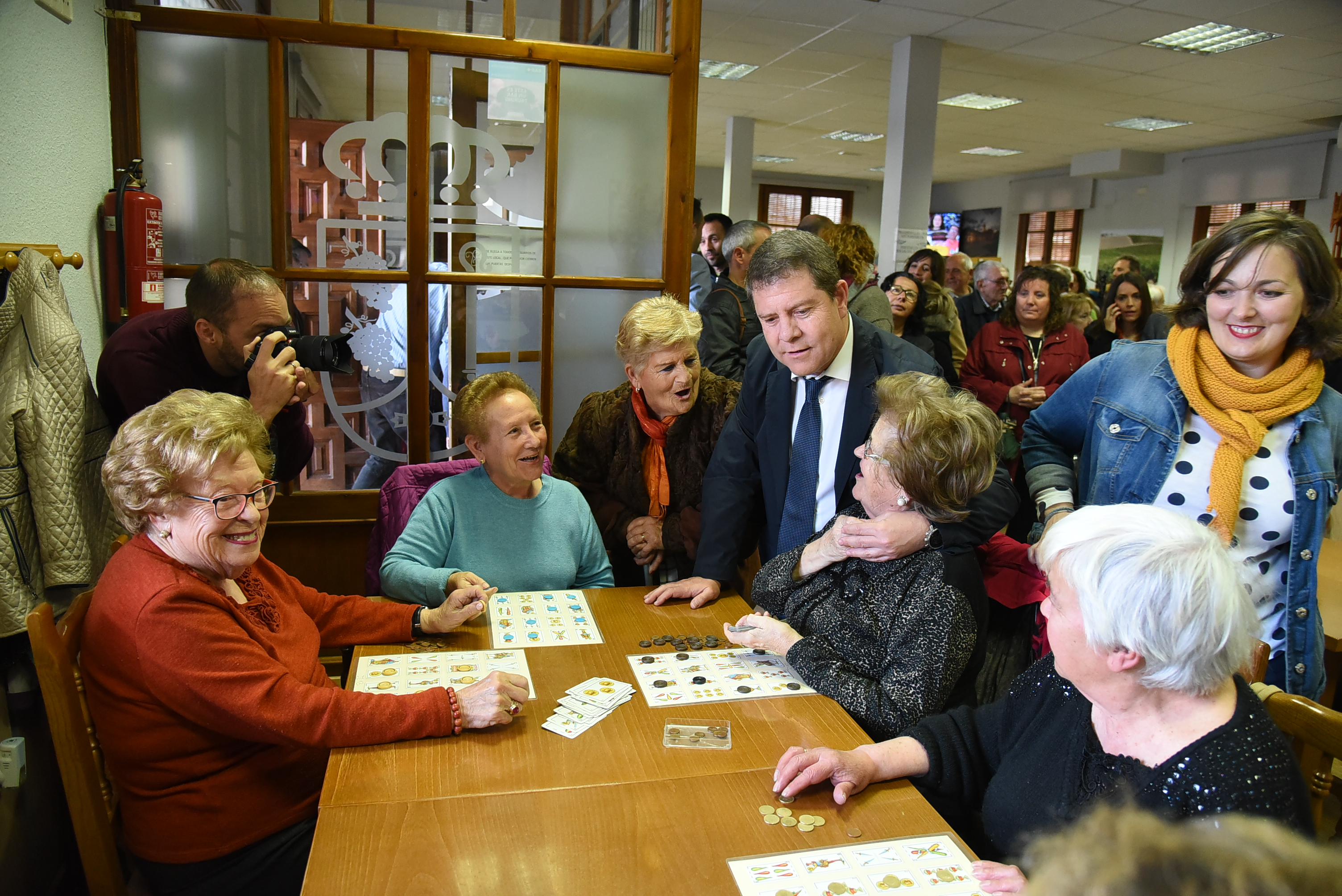
Mujeres jubiladas jugando a las cartas en el Hogar del Jubilado de Camarena, en Castilla-La Mancha

La cuantía de la pensión de jubilación se calcula aplicando a la base reguladora el porcentaje general que corresponda en función de los años cotizados y si existiera el porcentaje adicional por prolongación de la vida laboral y el coeficiente reductor que corresponda.
La cuantía inicial de la pensión, en principio, no cambia a lo largo de toda la vida del jubilado, más allá de los incrementos que establezca la Seguridad Social o el correspondiente Ministerio en relación con el Índice de Precios al Consumo (IPC).
Para el cálculo del importe, se tienen en cuenta la base reguladora que es el cociente que resulta de dividir por 350 las bases de cotización del interesado durante los 300 meses inmediatamente anteriores al del mes previo al del hecho causante. Porcentualmente, esto significa que percibirá el 85,7% de su base de cotización media durante ese período.

### Lagunas de cotización
Si durante el período que debe tomarse en cuenta para el cálculo de la base reguladora existen meses en los que no existieran cotizaciones o se hubieran perdido, las bases correspondientes a estos meses será  para las primeras 48 mensualidades, la base mínima de entre todas las existentes en cada momento y el resto de mensualidades el 50 % de dicha base mínima. Se viene considerando, en general, como la base mínima la correspondiente al Salario mínimo interprofesional, (SMI) incrementado en una sexta parte.

### Situación de pluriempleo
En los casos de pluriempleo, es decir, cuando el trabajador hubiera desempeñado su actividad simultáneamente en dos o más empresas distintas, para el cálculo de la base reguladora se computarán el total de las bases de cotización por las que se haya computado a dichas empresas, teniendo en cuenta que no se puede superar el tope máximo de cotización.

### Cuantía y porcentaje
El porcentaje que se aplica a la base reguladora para obtener la cuantía de la pensión es función de los años cotizados, que alcanza el 100% a partir de 36,5 años de cotización (a partir de 2027: 37 años), según la siguiente tabla:
| Periodo de aplicación | Primeros 15 años | Primeros 15 años | Años adicionales  | Años adicionales | Años adicionales | Años adicionales | Total | Total |
| Periodo de aplicación | Años             | %                | Meses adicionales | Coeficiente      | %                | Años             | Años  | %     |
| --------------------- | ---------------- | ---------------- | ----------------- | ---------------- | ---------------- | ---------------- | ----- | ----- |
| 2020 a 2022           | 15               | 50               | 1 al 106          | 0,21             | 22,26            |                  |       |       |
| 2020 a 2022           | 15               | 50               | 146 restantes     | 0,19             | 27,74            |                  |       |       |
| 2020 a 2022           | 15               | 50               | Total 252 meses   |                  | 50,00            | 21               | 36    | 100   |
| 2023 a 2026           | 15               | 50               | 1 al 49           | 0,21             | 10,29            |                  |       |       |
| 2023 a 2026           | 15               | 50               | 209 restantes     | 0,19             | 39,71            |                  |       |       |
| 2023 a 2026           | 15               | 50               | Total 258 meses   |                  | 50,00            | 21,5             | 36,5  | 100   |
| 2027 en adelante      | 15               | 50               | 1 al 248          | 0,19             | 47,12            |                  |       |       |
| 2027 en adelante      | 15               | 50               | 16 restantes      | 0,18             | 2,88             |                  |       |       |
| 2027 en adelante      | 15               | 50               | Total 264 meses   |                  | 50,00            | 22               | 37    | 100   |

A las mujeres que hayan tenido 2 o más hijos, biológicos o adoptados, se les aplicará un complemento por maternidad consistente en un porcentaje aplicable al importe de la pensión que se causen a partir de 1 de enero de 2016, calculada de acuerdo con lo indicado en los apartados anteriores. Dicho porcentaje será del 5 % en el caso de dos hijos, del 10 % con tres hijos y del 15 % en el caso de cuatro o más hijos. En diciembre de 2019, El Tribunal de Justicia de la Unión Europea reconoció a un padre el cobro de este complemento. En 2020 el Ministerio de Trabajo baraja la modificación del mismo para evitar la discriminación existente.

### Revalorización de las pensiones
El tema de la revalorización de las pensiones conforme al IPC ha formado parte de las campañas electorales de los distintos partidos. En las generales de 2023 hubo polémica porque el candidato del PP, Alberto Núñez Feijoo afirmó que los gobiernos del PP habían revalorizado sistemáticamente las pensiones, cuando esto no era cierto.
La situación respecto al IPC desde 2008 ha sido: 
- II Gobierno de José Luis Rodríguez Zapatero (14-IV-2008 / 21-XII-2011): 
  - 2008: con el IPC en el 4,1 %, las pensiones se revalorizaron al 2 %, con lo que perdieron más de dos puntos de poder adquisitivo.
  - 2009: con una inflación negativa del 0,3 %, las pensiones subieron dos puntos, con lo que los pensionistas ganaron más de dos puntos de poder adquisitivo.
  - 2010: las pensiones volvieron a perder un 0,8 % de poder adquisitivo.
  - 2011: sólo se congelaron las pensiones más altas.
- Gobierno de Mariano Rajoy Brey (21-XII-2011 / 7-VI-2018):
  - 2012: el IPC se situaba en el 2,9 %, en plena crisis, el Gobierno no pudo hacer frente a una actualización del 1,9 %.[15]
  - 2013-2017: el Gobierno subió las pensiones un 0,25 %. En 2013, el Gobierno reformó la Ley General de la Seguridad Social para desvincular la revalorización de las pensiones al IPC, por lo que, en 2014, 2015, 2016, 2017 y 2018, la revalorización de las pensiones fue del 0,25 % que marcaba el Factor de Sostenibilidad todos esos años, sin tener en cuenta la variación de la inflación. Mientras que los datos de la inflación para el mismo mes de noviembre de los sucesivos años y según el INE fueron: del 0,23 % en 2013, del -0,4 % en 2014, del -0,3 % en 2015, del 0,7 % en 2016 y del 1,7 % en 2017.
  - 2018: la revalorización de las pensiones fue inferior al Índice de Precios al Consumo del mes de noviembre del año anterior
- Gobierno de Pedro Sánchez Pérez-Castejón (7-VI-2018...):[14]
  - 2019: los pensionistas ganaron casi un punto de poder adquisitivo.
  - 2020: con una inflación negativa, volvieron a ganar más de un punto.
  - 2021: a finales del año el gobierno aprueba una reforma que decreta revalorizar las pensiones cada año conforme al IPC del año anterior.[16] El IPC sube este año un 2,5 % y se aplica ese incremento a las pensiones al año siguiente.
  - 2022: en un año de fuerte inflación, el IPC se eleva hasta el 8,4 % y las pensiones se incrementan seguidamente en igual proporción, superando ampliamente al aumento promedio de los salarios de los trabajadores en el mismo período.

## Movilizaciones

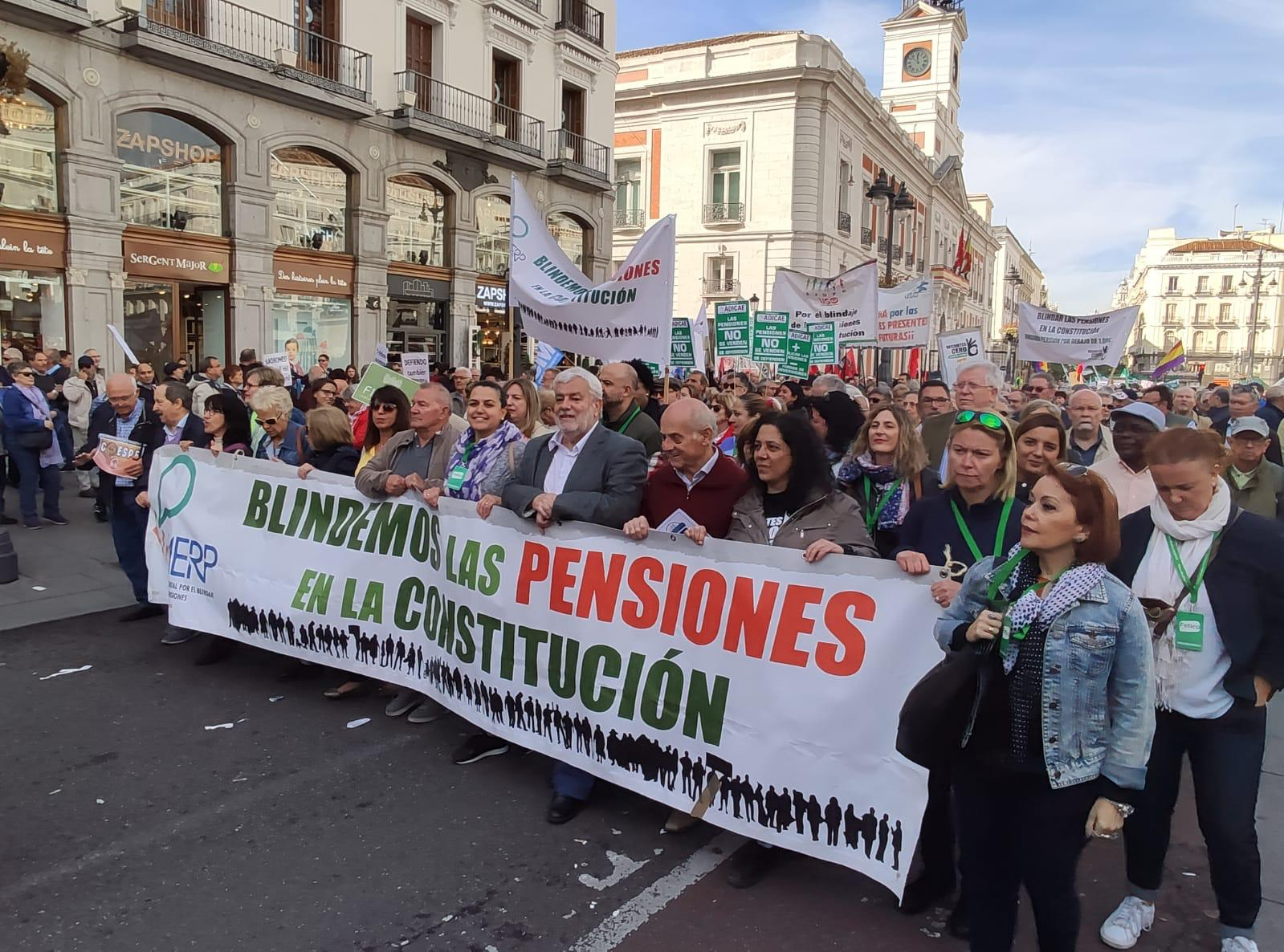
Movilización de pensionistas en la Puerta del Sol de Madrid

En 2011 se promulgó la Ley 27/2011 sobre modernización de la Seguridad Social, por la que se retrasa la edad de jubilación. La revalorización de las pensiones que se llevaban decidiendo con el concurso de gobierno, sindicatos y patronal desde el Pacto de Toledo, empieza a gestarse en función de los mercados. 
En marzo de 2018, ante la incertidumbre por el deterioro de las pensiones y el progresivo envejecimiento de la población, muchos pensionistas se manifestaron en toda España.

## Jubilación activa
En España, una persona que ha alcanzado la edad legal de jubilación y ha cotizado lo necesario para obtener una pensión puede seguir trabajando si así lo desea. Existen varias modalidades que permiten compatibilizar la pensión con una actividad laboral, reguladas por la Ley General de la Seguridad Social. Anteriormente, se exigía haber cotizado al menos 36 años y 6 meses para acceder a la jubilación activa. Con la entrada en vigor del Real Decreto-ley 11/2024, basta con cumplir los requisitos generales de acceso a la pensión contributiva, es decir, haber cotizado al menos 15 años, de los cuales 2 deben estar comprendidos en los últimos 15 años.
De acuerdo con el artículo 214 de la Ley General de la Seguridad Social, la jubilación activa permite compatibilizar el cobro de la pensión con un trabajo por cuenta propia o ajena, sin limitación de jornada. Los beneficiarios de la jubilación activa perciben el 45 % de la pensión al compatibilizarla con un trabajo si se retrasa un año la edad de jubilación, el 55 % por dos, 65 % por tres, 80 % por cuatro y 100 % por 5 años o más. Para acogerse a esta modalidad, es necesario haber alcanzado la edad legal de jubilación ordinaria y haber pasado al menos un año desde que se cumplió la edad de jubilación hasta el momento en que se solicita esta jubilación activa. En 2025, se eliminó el requisito de haber cotizado lo suficiente para obtener el 100 % de la pensión. La jubilación activa no es compatible con la percepción de otras pensiones, como las de incapacidad permanente absoluta o gran invalidez. Al cesar la actividad laboral, se restablece el 100 % de la pensión de jubilación. Asimismo, no es compatible con actividades en el sector público.
De acuerdo con el artículo 215 de la Ley General de la Seguridad Social y la sección 3 del Real Decreto 1132/2002, de 31 de octubre, la jubilación parcial sin contrato de relevo, más conocida como la jubilación flexible, es una modalidad que permite a los jubilados trabajar mediante un contrato a tiempo parcial de entre el 50 % y el 75 % de la jornada laboral completa, reduciendo proporcionalmente la pensión, por ejemplo, si se trabaja al máximo de lo permitido, al 75 % de la jornada, se percibe el 25 % de la pensión. Para acceder a ella se debe haber alcanzado la edad legal de jubilación y estar cobrando la pensión correspondiente. No es compatible con actividades por cuenta propia ni con trabajos en el sector público. Durante el periodo de jubilación flexible, se cotiza a la Seguridad Social, y estas cotizaciones pueden incrementar la base reguladora de la pensión, lo que podría aumentar su cuantía una vez finalizada la actividad laboral.
Además, conforme al artículo 213.4 de la Ley General de la Seguridad Social el cobro de una pensión por jubilación es compatible con realizar trabajos por cuenta propia de escasa cuantía. Los jubilados pueden realizar actividades económicas de forma esporádica o no habitual, cuyos ingresos anuales totales no superen el Salario Mínimo Interprofesional (SMI) y no están obligados a cotizar a la Seguridad Social por ellas. Estas actividades pueden incluir, por ejemplo, la venta ocasional de productos artesanales, la impartición de clases particulares esporádicas o la realización de pequeños trabajos freelance. Aunque no se requiera cotizar, es necesario cumplir con las obligaciones fiscales correspondientes, como darse de alta en Hacienda mediante los modelos 036 o 037 y declarar los ingresos obtenidos. La actividad debe tener un carácter esporádico o no habitual. Si la actividad se considera habitual, aunque los ingresos no superen el SMI, podría ser necesario darse de alta en el Régimen Especial de Trabajadores Autónomos (RETA), lo que podría afectar a la compatibilidad con la pensión. Los pensionistas que mantengan la titularidad de un negocio pueden realizar funciones inherentes a dicha titularidad, como tareas administrativas o de representación, siempre que no impliquen una gestión activa del negocio. Conforme al artículo 249, las personas que desarrollen una actividad artística, por cuenta propia o ajena, pueden compatibilizar el cobro del 100 % de la pensión de jubilación con la misma.
Por otro lado, la jubilación parcial con contrato de relevo, disponible a partir de los 62 años, permite reducir la jornada laboral y combinar el salario con una parte proporcional de la pensión. Desde abril de 2025, se ha extendido de dos a tres años la posibilidad de acceder antes a la jubilación y se mejoran las condiciones de empleo para los relevistas, que ahora deben ser contratados de manera indefinida y a tiempo completo.